# Humulè
L'humulè (també conegut com a α-humulè o α-cariofilè) és un sesquiterpè monocíclic d'origen natural. Es troba als olis essencials del llúpol (Humulus lupulus), d'on prové el seu nom. L'humulè és un isòmer del β-cariofilè i els dos es troben en moltes plantes aromàtiques.

## Presència natural
L'humulè és un dels components de l'oli essencial de la flor del llúpol, Humulus lupulus, de la qual deriva el seu nom. La concentració d'humulè varia segons la varietat de la planta, però pot ser de fins al 40% de l'oli essencial.
L'α-humulè s'ha trobat en moltes plantes aromàtiques de tots els continents, sovint juntament amb el seu isòmer β-cariofilè. L'humulèes troba en els olis essencials de plantes aromàtiques com la Salvia officinalis (sàlvia comuna, sàlvia culinària), espècies de ginseng, fins al 29,9% dels olis essencials de Mentha spicata, la família del gingebre (Zingiberaceae), el 10% de l'oli de la fulla de Litsea mushaensis, un arbre de llorer xinès; el 4% de l'extracte de la fulla de Cordia verbenacea, un arbust de la costa tropical d'Amèrica del Sud però amb un 25% de trans-cariofilè i és un dels compostos químics que contribueixen al sabor de l'espècie Persicaria odorata o coriandre vietnamita i a l'aroma característica del Cannabis sativa.